# Joe Swash
Joseph Aidan Swash (Londres, Inglaterra; 20 de enero de 1982) es un actor inglés, más conocido por haber interpretado a Mickey Miller en la serie EastEnders.

## Biografía
Es hijo de Ricky William Swash y de Catherine "Kiffy" O'Connor. Tiene dos hermanas menores, Caisie y Shana. Su padre murió de un ataque al corazón cuando Joe tenía tan solo 12 años. Joe es bisnieto de Maria Christina Swash-Raimo. 
Estudió en el Anna Scher Theatre School junto a los actores Natalie Cassidy, James Alexandrou y Brooke Kinsella.
Joe estuvo comprometido con Emma Sophocleous y el 16 de junio de 2007 la pareja le dio al bienvenida a su primer hijo juntos, Harry Swash; sin embargo el 19 de enero de 2008 la pareja decidió separarse.
En octubre de 2008 comenzó a salir con la actriz Kara Tointon, pero la pareja terminó en mayo de 2010.
Desde 2015 mantiene una relación con la cantante Stacey Solomon, con la que tuvo un segundo hijo, Rex Toby Francis, nacido el 23 de abril de 2019. En junio de 2021 la pareja anunció que iban a tener otro hijo. Su hija nació el 4 de octubre de 2021. Su tercera hija con Solomon y cuarta en total, Belle, nació en marzo de 2023.

## Carrera
A los once años obtuvo un pequeño papel en la película The Adventures of Pinocchio.
Jo ha aparecido como invitado en series y programas como The South Bank Show, The Bill, LOL: Laugh Out Loud y Casualty, donde interpretó a Denny Ingram.
Entre 2002 y 2010 apareció en el documental Club Reps y en los programas Family Fortunes. donde participó junto a su familia, The Weakest Link donde no llegó a la final, What Do Kids Know? y Hole in the Wall, donde participó durante la segunda temporada como el capitán del equipo rojo, que terminó ganando.
El 15 de abril de 2003 se unió al elenco principal de la exitosa serie británica EastEnders donde interpretó a Mickey Miller, hasta el 1 de julio de 2008, después de que su personaje decidiera mudarse de Waldford para irse a trabajar a Cotswolds. Originalmente Joe había audicionado para el papel de Spencer Moon sin embargo este lo obtuvo el actor Christopher Parker.
En noviembre de 2008 se unió al elenco que participaría en el programa I'm a Celebrity... Get Me Out Of Here!, Joe junto al resto del grupo fueron llevados a la selva y Joe terminó ganando el programa. Ese mismo año interpretó a Buttons en la pantomima Cinderella.
En febrero de 2009 Joe y el presentador Tim Vincent se convirtieron en los poseedores del Récord Guinness por lanzar el mayor número de panqueques a un compañero. 
Desde 2011 aparece como presentador del programa infantil Gimme A Break.

## Filmografía
Televisión:
| Año               | Título                | Personaje           | Notas                                  |
| ----------------- | --------------------- | ------------------- | -------------------------------------- |
| 2003 - 2008, 2011 | EastEnders            | Mickey Miller       | 359 episodios                          |
| 2010              | What Do Kids Know?    | -                   | 5 episodios                            |
| 2000              | Time Gentlemen Please | Amigo de Gary       | 3 episodios                            |
| 2000              | Casualty              | Denny Ingram        | episodio "Accidents Happen"            |
| 2000              | Hope & Glory          | Jed                 | episodio # 2.4                         |
| 1999              | The Bill              | Adam Summers        | episodio "Rock Bottom"                 |
| 1998              | Heat of the Sun       | Pimp                | episodio "Private Lives"               |
| 1994              | Soldier Soldier       | Sam Garvey          | 2 episodios                            |
| 1994              | Little Napoleons      | Estudiante          | episodio "The Godfathers of Education" |
| 1993              | Screenplay            | Marley              | episodio "Safe"                        |
| 1992              | Me, You and Him       | Niño en el Teléfono | episodio "Friday the 13th"             |
| 1991              | You Rang, M'Lord?     | Niño                | episodio "Current Affairs"             |

Películas:
| Año  | Título                      | Papel           | Notas                          |
| ---- | --------------------------- | --------------- | ------------------------------ |
| 2011 | The Itch of the Golden Nit  | Voz             | corto                          |
| 2002 | Shooters                    | Joven           | junto a Andrew Howard          |
| 1997 | Breakout                    | Jason Cresswell | junto a Garry Cooper           |
| 1996 | The Adventures of Pinocchio | Niño            | junto a Jonathan Taylor Thomas |

Apariciones:
| Año             | Título                                      | Notas                      |
| --------------- | ------------------------------------------- | -------------------------- |
| 2008 - presente | I'm A Celebrity... Get Me Out Of Here! NOW! | 81 episodios               |
| 2011            | Gimme A Break                               | presentador                |
| 2011            | Let's Dance for Comic Relief                | concursante                |
| 2011            | All Over the Place                          | 8 episodios - presentador  |
| 2010, 2011      | Odd One In                                  | 2 episodios - concursante  |
| 2010            | What Do Kids Know?                          | concursante                |
| 2008 - 2009     | I'm A Celebrity... Get Me Out Of Here!      | concursante - 21 episodios |
| 2009            | Hole in the Wall                            | concursante                |
| 2009            | Celebrity Total Wipeout                     | concursante                |

Teatro:
| Año         | Obra                                        | Personaje | Director (a) | Teatro            | Notas                                                     |
| ----------- | ------------------------------------------- | --------- | ------------ | ----------------- | --------------------------------------------------------- |
| 2009 - 2010 | Snow White and the Seven Dwarfs (pantomima) | -         | -            | -                 | junto a Kara Tointon                                      |
| 2009 - 2010 | Cinderella                                  | Dandini   | -            | The Hawth Theatre | junto a Joe Tracini, James Watt, Dani Harmer & Steve King |